# Malahat Indian Reserve 11
Malahat Indian Reserve 11 (franska: Réserve indienne Malahat 11) är ett reservat i Kanada.   Det ligger i Cowichan Valley Regional District och provinsen British Columbia, i den sydvästra delen av landet, 3 600 km väster om huvudstaden Ottawa.
I omgivningarna runt Malahat Indian Reserve 11 växer i huvudsak barrskog. Runt Malahat Indian Reserve 11 är det tätbefolkat, med 570 invånare per kvadratkilometer.